# Lisove, Starokosteantîniv
Lisove (în ucraineană Лісове) este un sat în comuna Ciorna din raionul Starokosteantîniv, regiunea Hmelnîțkîi, Ucraina.

## Demografie
Componența lingvistică a localității Lisove
     Ucraineană (96,43%)
     Rusă (3,57%)
Conform recensământului din 2001, majoritatea populației localității Lisove era vorbitoare de ucraineană (96,43%), existând în minoritate și vorbitori de rusă (3,57%).